# Richard d'Évreux
Richard d'Évreux (né à une date inconnue et mort le 13 décembre 1067), fut comte d'Évreux de 1037 à 1067. Il était fils de Robert le Danois, archevêque de Rouen et comte d'Évreux, et d'Herlève.

## Biographie
Il apparaît en 1026 lorsque son père lui donne le domaine de Douvrend, indûment retiré des biens de l'archidiocèse de Rouen. Il succède à son père en 1037.
Le duc de Normandie Robert le Magnifique étant mort peu avant, sa disparition provoqua une déchirure du duché de Normandie à cause de sa succession, et certains seigneurs refusèrent de reconnaître Guillaume le Bâtard (plus tard le Conquérant), le fils illégitime du duc.
En 1040, Raoul de Gacé, frère de Richard, fut l'instigateur du meurtre de son cousin, Gilbert de Brionne, tuteur du jeune duc, et prit sa place comme tuteur. Les deux frères profitèrent de leur position dominante dans le duché pour accroître leurs biens, défaire le clan des Tosny et se partager les dépouilles de leurs ennemis vaincus. Richard épousa ainsi la veuve de Roger Ier de Tosny.
Quand le duc Guillaume prit en main les destinés du duché, Richard, qui semble avoir eu un rôle modeste dans les luttes de pouvoir, conserva les faveurs du duc. Il fonda par la suite l'abbaye Saint-Sauveur d'Évreux, et fut présent à l'assemblée des barons normands qui décida de la conquête de l'Angleterre. Trop âgé, il ne participa à l'expédition, mais en finança une partie, envoya quatre-vingts navires ainsi que son fils Guillaume qui participa à la bataille d'Hastings.
Il meurt le 13 décembre 1067 et est inhumé à l'abbaye de Fontenelle.

## Mariage et enfants
Il avait épousé après 1040 Godehilde, veuve de Roger Ier de Tosny. De ce mariage naquirent :
- Guillaume († 1118), comte d'Évreux ;
- Agnès, mariée à Simon Ier († 1087), seigneur de Montfort ;
- Godehilde, nonne à Saint-Sauveur d'Évreux.

## Sources
- Foundation for Medieval Genealogy : Count of Evreux.
- Pierre Bauduin, La Première Normandie (Xe – XIe siècles), Caen, Presses Universitaires de Caen, 2004, 474 p. [détail des éditions] (ISBN 2-84133-145-8).